# Callionima inuus
Callionima inuus là một loài bướm đêm thuộc họ Sphingidae. Nó được Rothschild và Jordan, miêu tả năm 1903. Nó được tìm thấy ở México, Belize, Guatemala, Nicaragua, Costa Rica và Panama through Venezuela to Paraguay, Bolivia, Brasil, Argentina và Peru.
Sải cánh dài 67–72 mm. Con trưởng thành bay quanh năm.

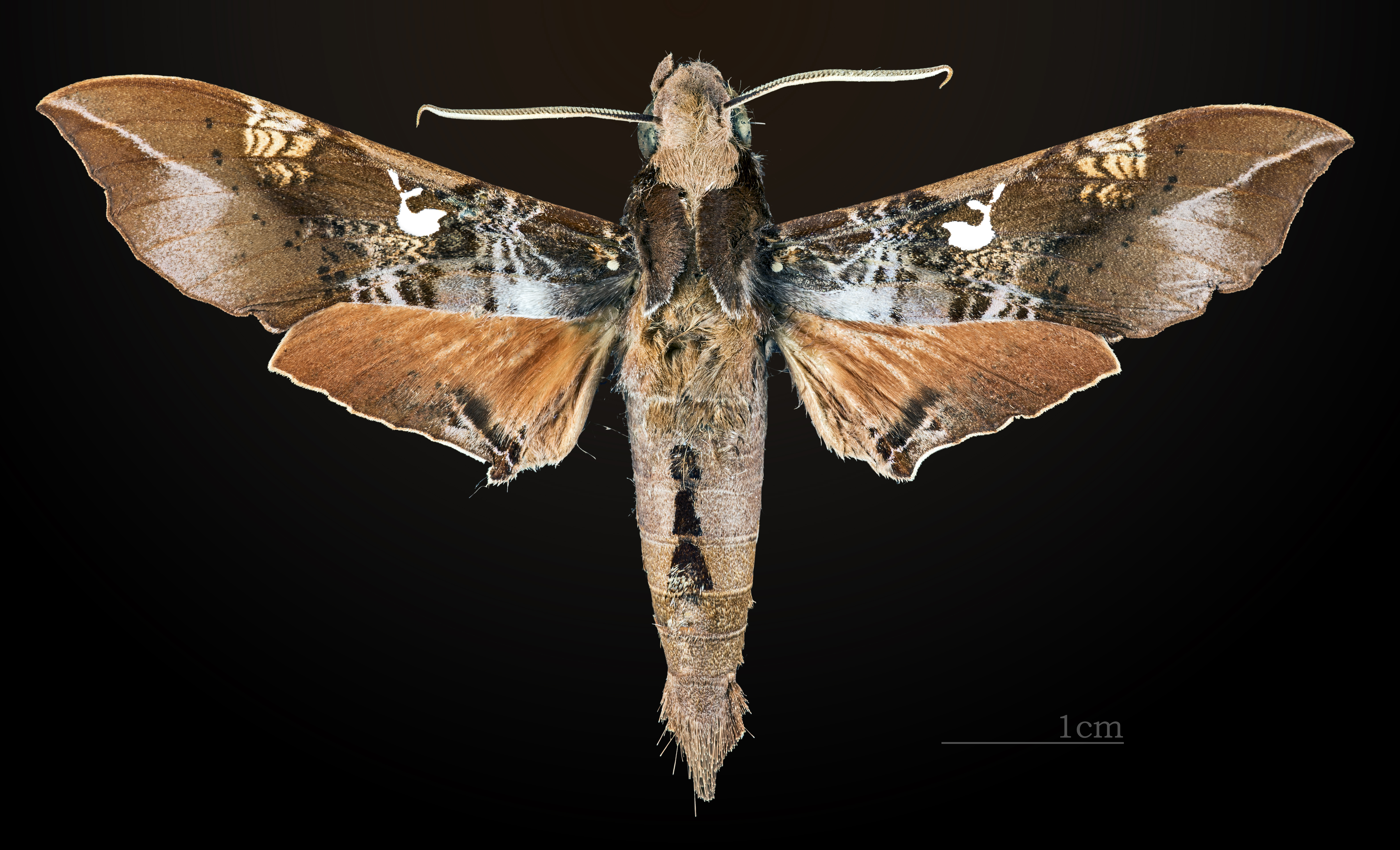
♂
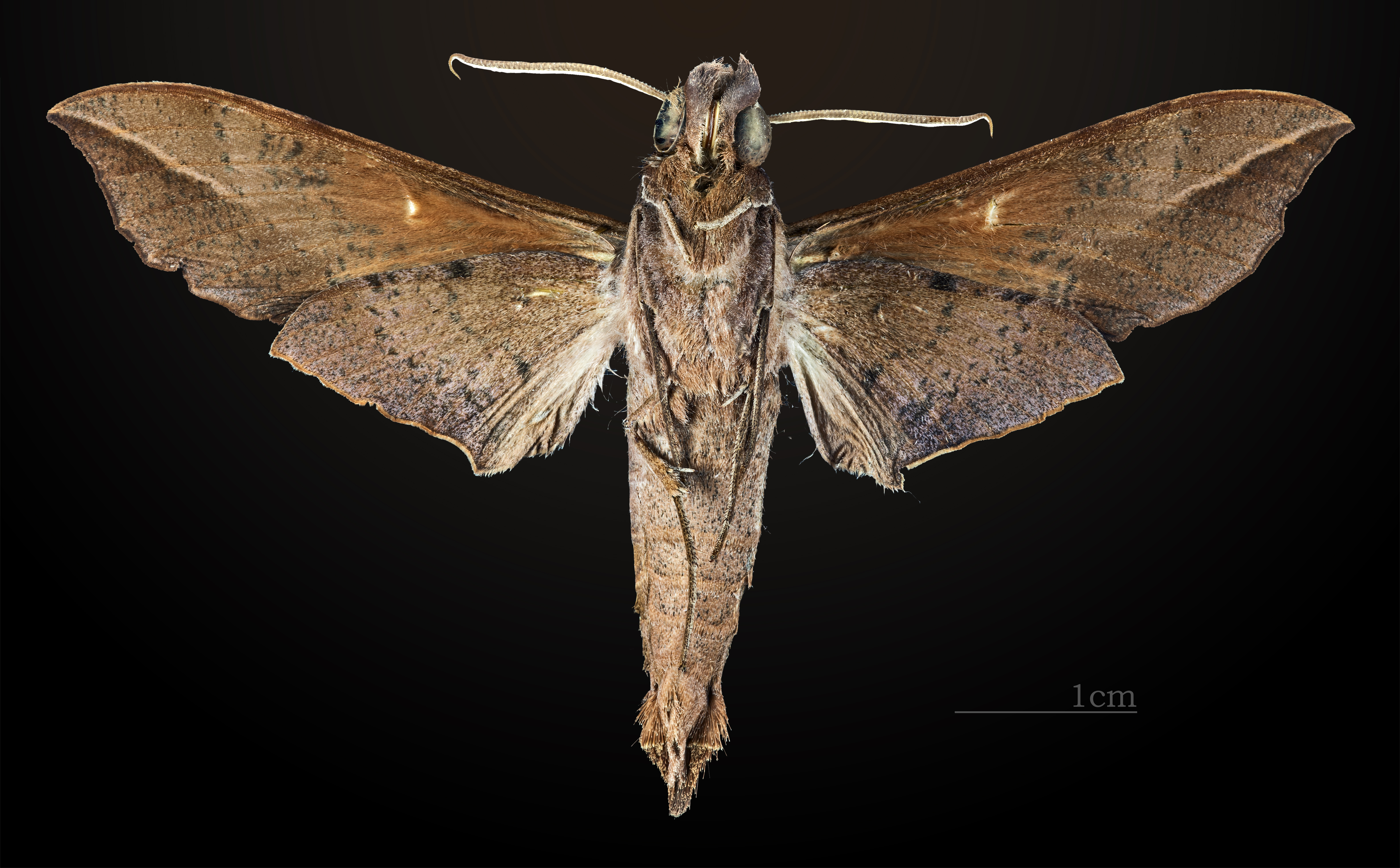
♂ △
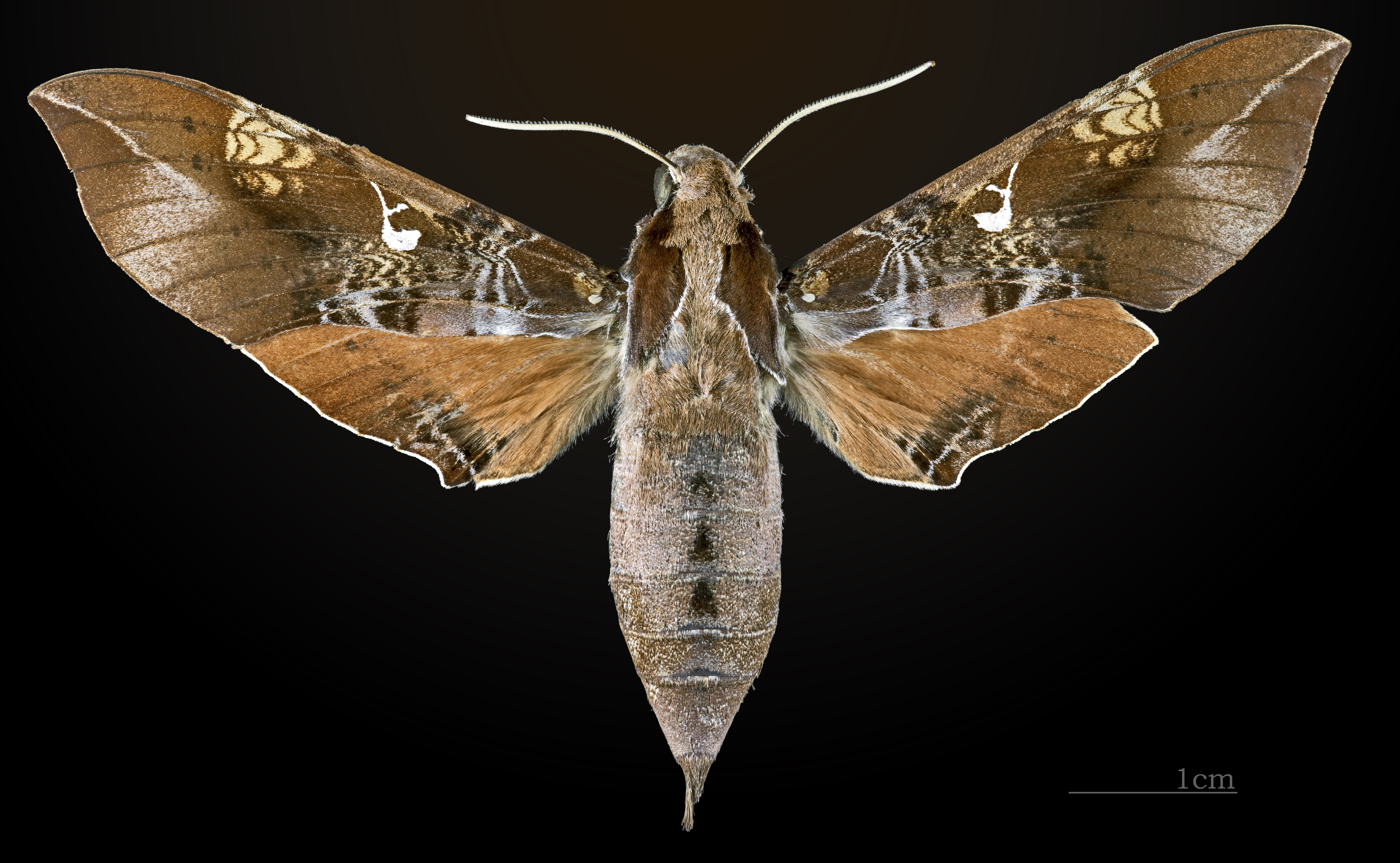
♀
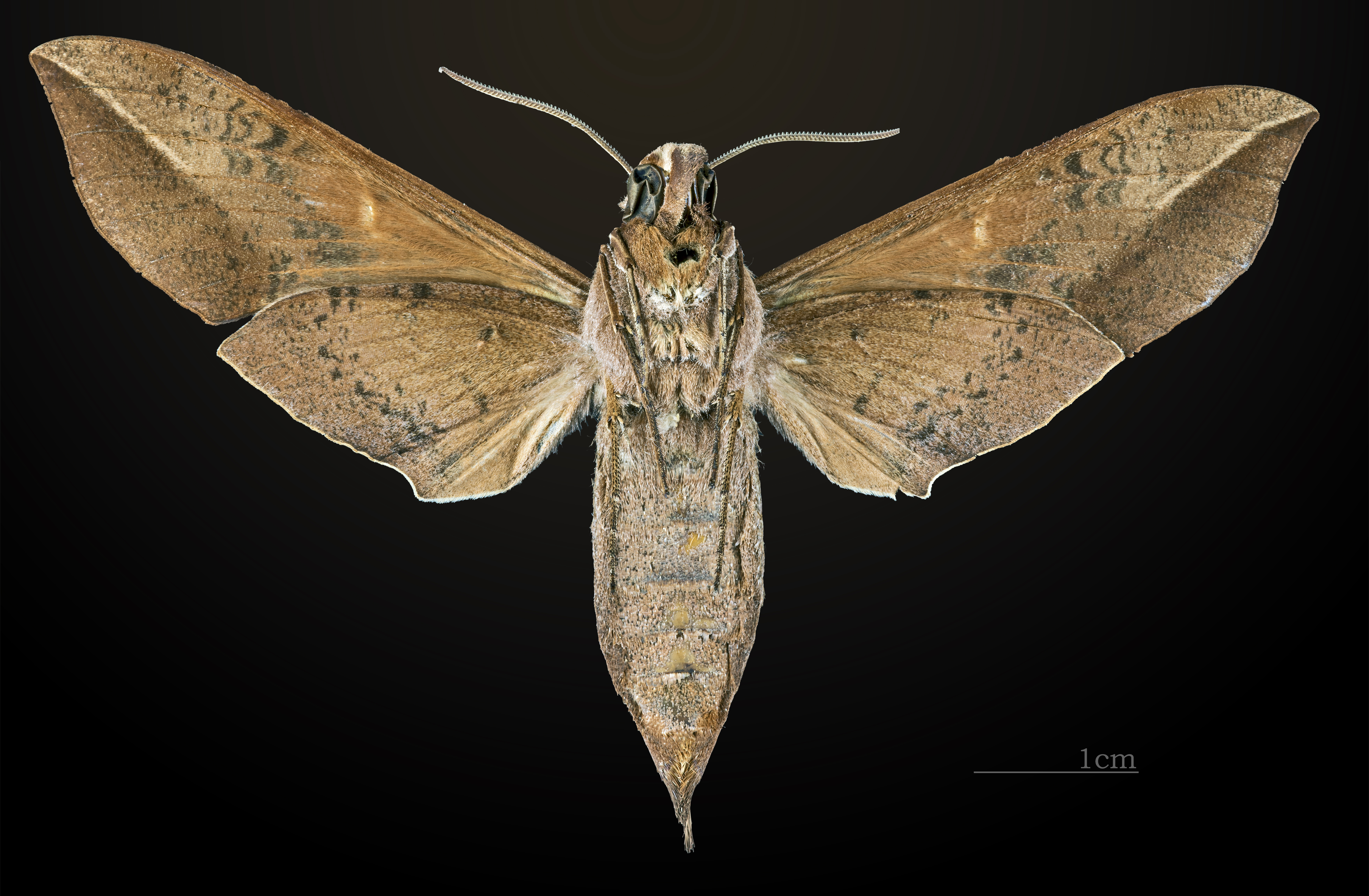
♀ △

Ấu trùng có thể ăn Tabernaemontana alba và other Apocynaceae.